# 马丁娜·伦齐尼
马丁娜·伦齐尼（義大利語：Martina Lenzini；1998年7月23日—），意大利女子足球运动员，司职中后卫，目前效力于尤文图斯足球俱乐部和意大利国家女子足球队。她曾代表意大利参加2022年欧洲女子足球锦标赛和2023年国际足联女子世界杯等多场国际赛事。